# Kupkówka pospolita
Kupkówka pospolita, rżniączka pospolita, rajgras niemiecki (Dactylis glomerata L.) – gatunek rośliny z rodziny wiechlinowatych. Jego zasięg (w szerokim ujęciu gatunku) obejmuje północne krańce Afryki, niemal całą Europę i Azję z wyjątkiem jej południowych i wschodnich krańców. Poza tym introdukowany i zdziczały w Ameryce Północnej, Południowej, w Australii i południowej Afryce. W Polsce jest to gatunek bardzo pospolity na niżu i w górach.

## Morfologia

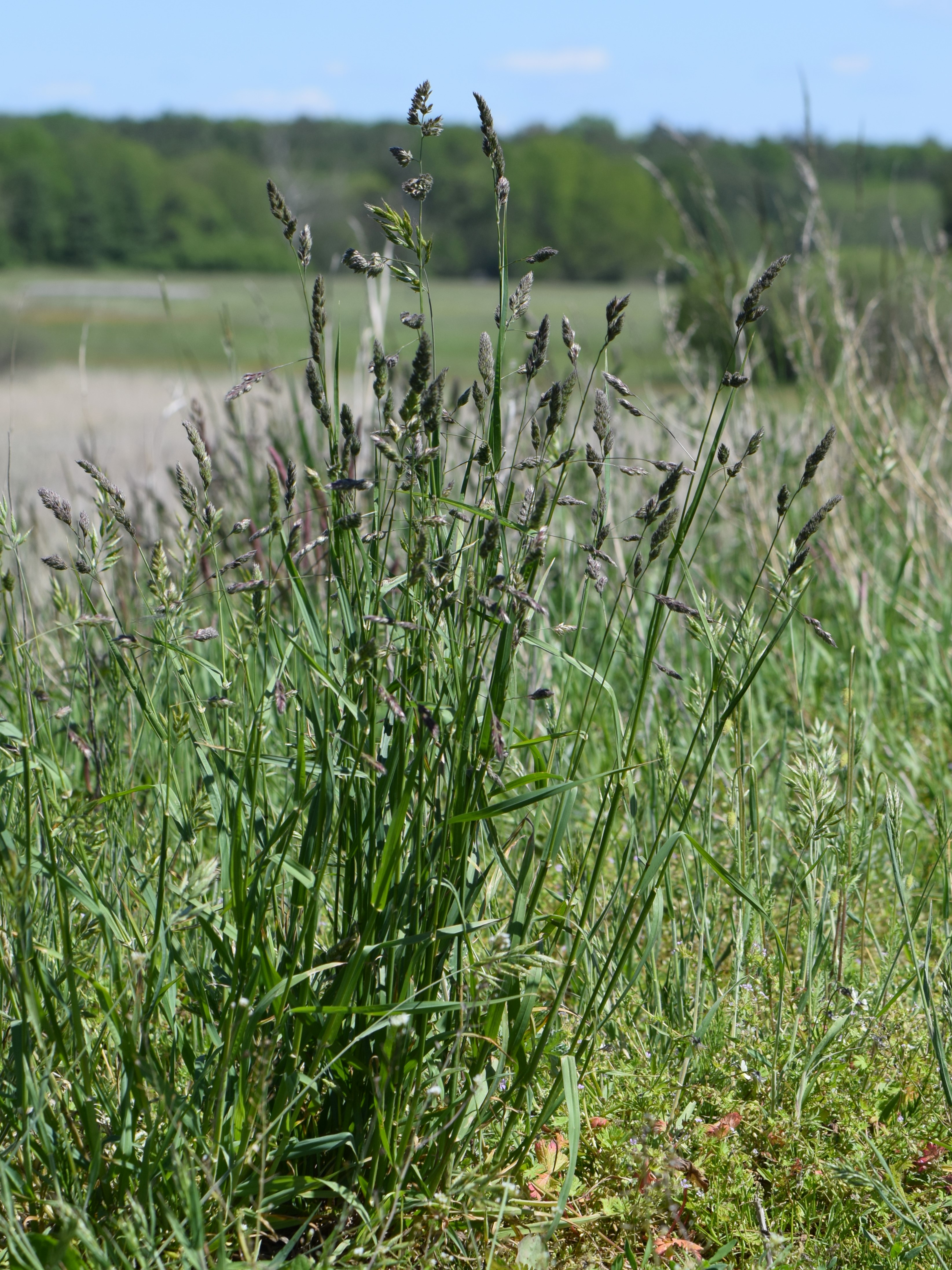
Pokrój

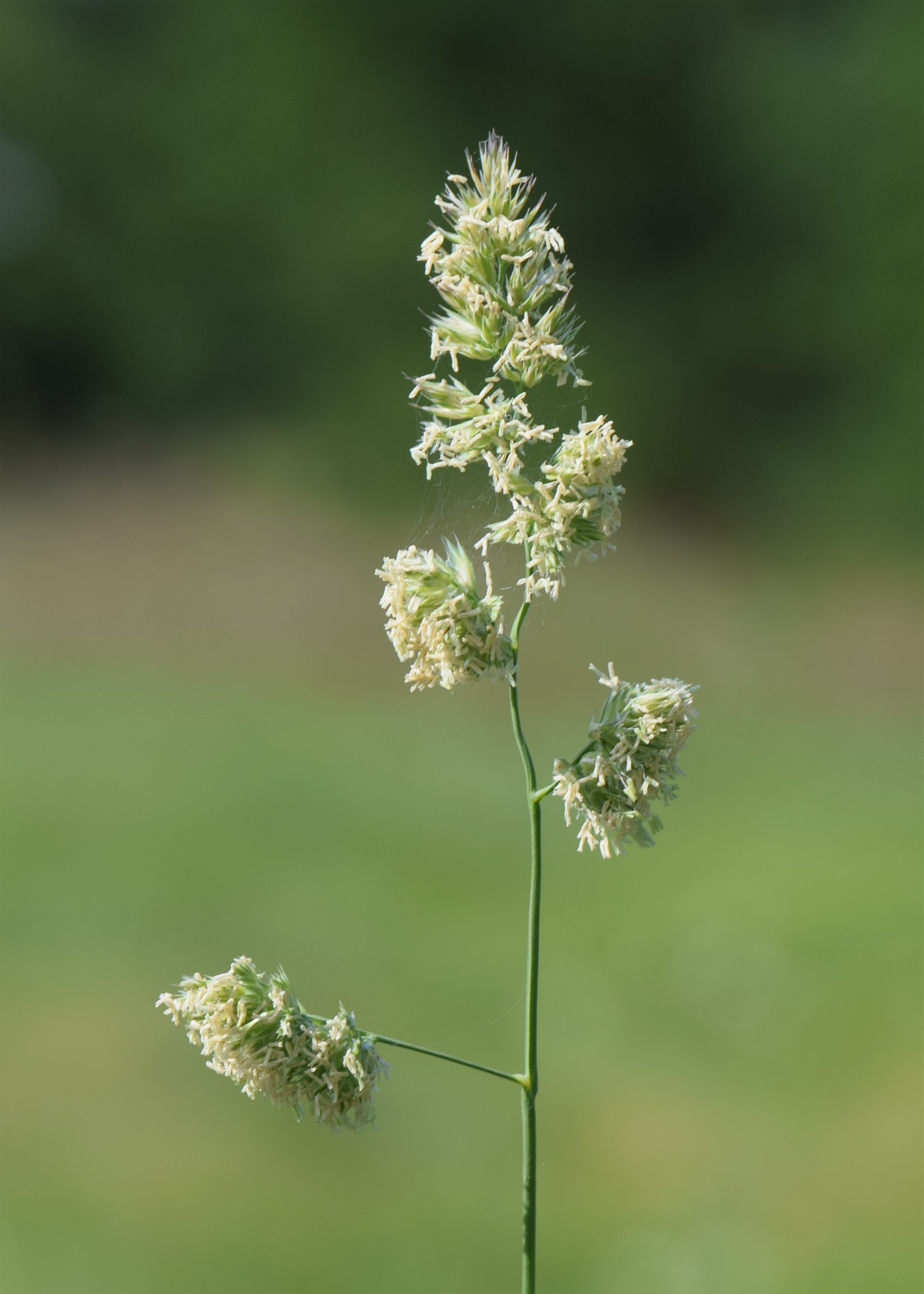
Kwiatostan

PokrójWysoka trawa, tworząca bujne kępy o pędach bocznych zwykle śródpochwowych. Wykształca skrócone i wydłużone pędy wegetatywne o dużej ilości często pokładających się, sinozielonych, matowych liści. Pędy kwiatowe silnie z boku spłaszczone, szorstkie, słabo ulistnione.
ŁodygaŹdźbło ma wysokość od 50 cm do ok. 1,5 m.
LiścieSzarozielone, o szerokości 4–10 mm, przeważnie szorstkie. Liść w pączku złożony, blaszki liściowe długie, równowąskie, dość szerokie, składają się wzdłuż głównego nerwu, uwypuklonego po stronie zewnętrznej, na brzegach szorstkie, niewyraźnie unerwione. Języczek długi, ostro zakończony, porozrywany. Pochwy u dołu zrośnięte, spłaszczone, szorstkie.
KwiatyZebrane w wiechę, początkowo ścieśnioną, później luźną i zwykle zagęszczającą się u góry. Kwiatostan – wiecha właściwa, ukośnie piramidalna, prosto wzniesiona, o niewielu szorstkich, zwykle falistych gałązkach, zakończonych gęstymi kupkami kłosków. Kłoski 3–4-kwiatowe, niekiedy fioletowo zabarwione, plewki zakończone krótką sztywną ością. Na grzbiecie zarówno plewy, jak i plewki pokryte długimi i sztywnymi rzęskami.

## Biologia
Bylina, w dobrych warunkach trwa wiele lat. Po wysiewie rozwija się szybko, pełne plony daje w 2–3 roku. Wiosną rozwija się wcześnie i wcześnie kwitnie (koniec maja). Wrażliwa jest na przymrozki. Po wykłoszeniu się szybko drewnieje, dobrze znosi zacienienie. Po skoszeniu odrasta bujnie, w II pokosie wykształca głównie skrócone pędy wegetatywne.

## Ekologia
Jedna z pospolitszych traw w Polsce, powszechnie występuje na umiarkowanie wilgotnych i suchych glebach mineralnych i torfowych dostatecznie żyznych. Występuje w różnych łąkach i pastwiskach. Na glebach przepuszczalnych dobrze znosi zalew. W klasyfikacji zbiorowisk roślinnych gatunek charakterystyczny dla rzędu (O.) Arrhenatheretalia.

## Zmienność
Gatunek jest bardzo zmienny, wyróżnia się wiele podgatunków, ras i ekotypów. W wąskim ujęciu gatunek obejmuje tetraploidalne, heksa- i oktoploidalne rośliny będące wynikiem poliploidyzacji drobnych gatunków diploidalnych, spotykanych głównie w basenie Morza Śródziemnego.
Wykaz podgatunków
- Dactylis glomerata subsp. glomerata – podgatunek nominatywny
- Dactylis glomerata subsp. hackelii (Asch. & Graebn.) Cif. & Giacom.
- Dactylis glomerata subsp. hispanica (Roth) Nyman
- Dactylis glomerata subsp. hyrcana Tzvelev
- Dactylis glomerata nothosubsp. intercedens (Domin) Acedo
- Dactylis glomerata subsp. izcoi S.Ortiz & Rodr.Oubiña
- Dactylis glomerata subsp. judaica Stebbins & D.Zohary
- Dactylis glomerata subsp. juncinella (Bory) Stebbins & D.Zohary
- Dactylis glomerata subsp. lobata (Drejer) H.Lindb. (syn.: D. aschersoniana Graebn., D. polygama Horv.) – kupkówka Aschersona
- Dactylis glomerata subsp. lusitanica Stebbins & D.Zohary
- Dactylis glomerata subsp. mairei Stebbins & D.Zohary
- Dactylis glomerata subsp. merinoana (Horjales, Laso & Redondo) H.Scholz
- Dactylis glomerata subsp. nestorii Rosselló & L.Sáez
- Dactylis glomerata subsp. oceanica G.Guignard
- Dactylis glomerata subsp. reichenbachii (Dalla Torre & Sarnth.) Stebbins & D.Zohary
- Dactylis glomerata subsp. rigida (Boiss. & Heldr.) Hayek
- Dactylis glomerata subsp. santai Stebbins & D.Zohary
- Dactylis glomerata subsp. slovenica (Domin) Domin
- Dactylis glomerata subsp. stebbinsii (Horjales, Laso & Redondo) H.Scholz
- Dactylis glomerata subsp. woronowii (Ovcz.) Stebbins & D.Zohary

## Zastosowanie
Trawa należąca do roślin pastewnych. Daje wysokie plony siana dobrej wartości pastewnej, jeżeli jest wcześnie skoszona. Później szybko drewnieje. Wysiewana jest na łąki i pastwiska trwałe, wymaga jednak odpowiedniej pielęgnacji. Stosowana jest także w płodozmianach polowych.